# Amphiroa polymorpha
Amphiroa polymorpha  M. Lemoine, 1929  é o nome botânico  de uma espécie de algas vermelhas pluricelulares do gênero Amphiroa.
- São algas marinhas encontradas na Costa Rica (Pacífico)

## Sinonímia
Não apresenta sinônimos.